# 36. Bayerische Theatertage Fürth 2018
Die 36. Bayerischen Theatertage fanden vom 6. Juni bis zum 23. Juni 2018 in Fürth unter dem Motto über MUT statt. Die Stadt war damit zum zweiten Mal nach 2007 Gastgeber des größten bayerischen Theaterfestivals.

## Bühnen und Stücke (Auswahl)
1. Stadttheater Fürth
  - 06. Juni 2018: Mutter Courage und ihre Kinder (Großes Haus)
2. Bayerische Staatsoper München
  - 07. Juni 2018: Moses (Großes Haus)
3. Fränkisches Theater Schloss Maßbach
  - 07. Juni 2018: Supergute Tage oder Die sonderbare Welt des Christopher Boone (Kulturforum Fürth Große Halle)
4. Landestheater Oberpfalz Leuchtenberg
  - 07. Juni 2018: Die Werkstatt der Schmetterlinge (Kulturforum Fürth Kleiner Saal)
5. Volkstheater München
  - 08. Juni 2018: Das Schloss (Großes Haus)
6. Stadttheater Ingolstadt
  - 08. Juni 2018: Wahrlich, ich sage euch... (Kulturforum Fürth Große Halle)